# Historisches Bildarchiv der Bundeswasserstraßen
Das Historische Bildarchiv der Bundeswasserstraßen besteht aus Aufnahmen deutscher Wasserstraßen in den letzten 150 Jahren und umfasst derzeit rund 25.000 Objekte. Das rein digitale und öffentlich zugängliche Angebot besteht seit April 2010 unter dem Dach des Infozentrums Wasserbau bei der Bundesanstalt für Wasserbau. Das Bildarchiv speist sich vor allem aus den Bildbeständen der Wasserstraßen- und Schifffahrtsverwaltung des Bundes.
Das Historische Bildarchiv ist Teil des IZW-Medienarchivs. Als weitere Sammlungen stehen Bildbestände der Internationale Mosel-Gesellschaft mit rund 700 Abbildungen und des Rhein-Museums Koblenz mit 900 Abbildungen zur Verfügung.